# Raffaele Marciello
Raffaele Marciello, detto Lello (Zurigo, 17 dicembre 1994), è un pilota automobilistico italiano naturalizzato svizzero.
Ex membro del Ferrari Driver Academy, dal 2018 al 2023 è stato pilota ufficiale della Mercedes GT. Con il marchio tedesco ha vinto due volte la Coppa del Mondo FIA GT a Macao (nel 2019 e nel 2023), l'ADAC GT Masters nel 2022 e tre volte il GT World Challenge Europe; nel 2018, nel 2022 e nel 2023. Dal 2024 è pilota ufficiale BMW, correndo principalmente nel FIA WEC. Con questo costruttore ha vinto la 24 ore del Nurburgring 2025.

## Carriera

### Kart e Formula Abarth
Marciello debutta nei kart nel 2003 e partecipa a diversi campionati europei, riuscendo a passare dalle categorie minori alla categoria KF3 dal 2007.
Nel 2010 Marciello passa alle monoposto, correndo nell'inedito campionato della Formula Abarth in Italia con JD Motorsport. Vince la gara d'apertura a Misano con un sorpasso all'ultimo giro e vince anche a Varano. A causa dell'incidente a Imola Marciello perde il campionato. Grazie anche ad altri due podi, arriva 3º.  Marciello diventa membro del Ferrari Driver Academy.

### Formula 3
Marciello passa alla Formula 3 italiana nel 2011, con la Prema Powerteam. Vince a Misano e ad Adria e ottiene altri quattro podi, concludendo 3º e perdendo il titolo dei debuttanti contro Michael Lewis, ma sopravanzando Maïsano di 7 punti.
Nel 2012, Marciello continua la sua collaborazione con la Prema Powerteam nella Formula 3 Euro Series e nella rediviva Formula 3 europea. Nell'Euro Series conclude 3º con dieci podi e sei vittorie, mentre nell'europea arriva 2º, con nove podi e sette vittorie. In entrambi i campionati segna più vittorie di tutti gli altri.
Nel 2013 conquista il titolo di campione nella serie europea con il maggior numero di vittorie in assoluto (13).

### Toyota Racing Series
Nel periodo invernale del 2012, Marciello corre nel campionato neozelandese di Toyota Racing Series, ottenendo il 9º posto in campionato con una vittoria a Hampton Downs.

### GP2 Series/Formula 2

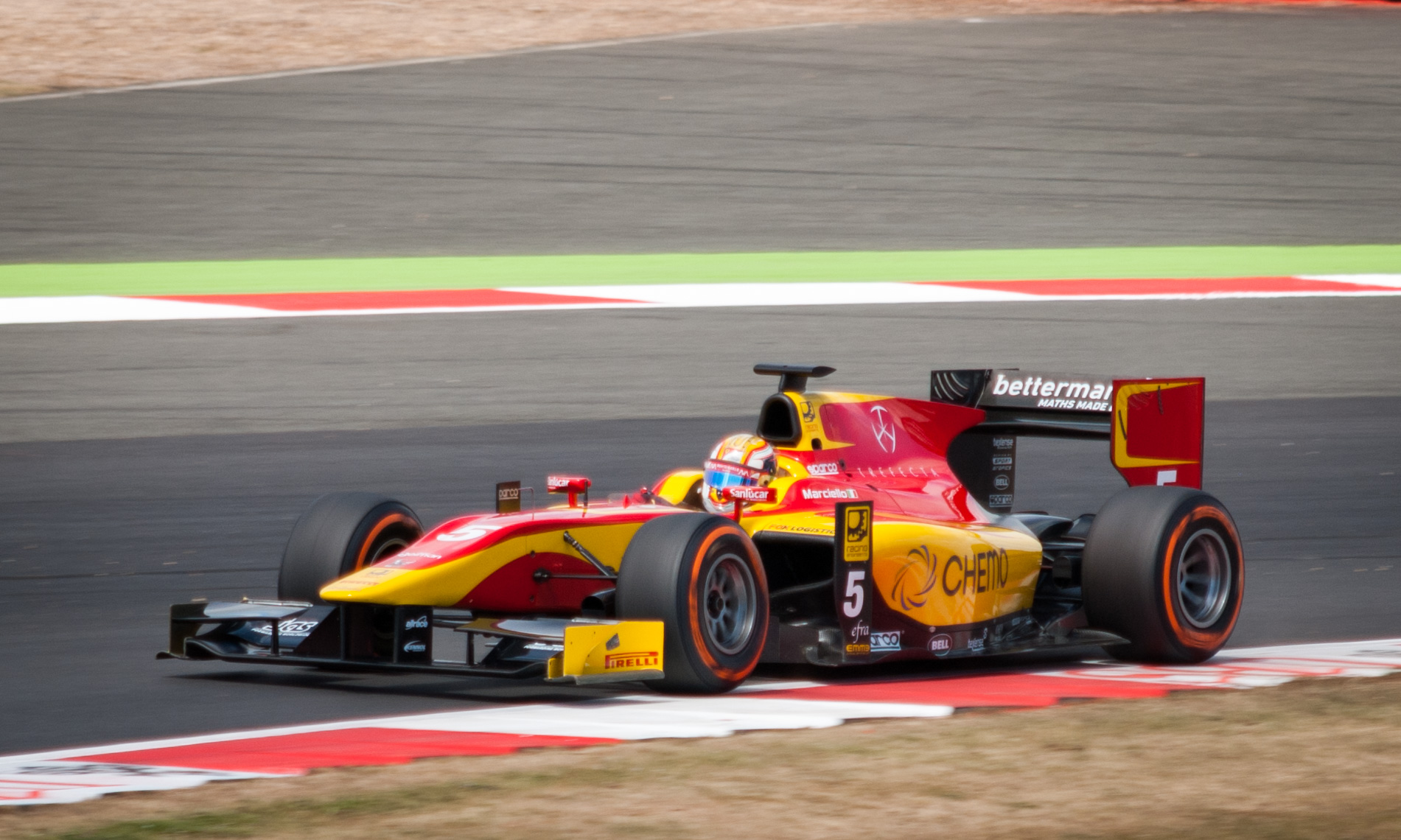
Raffaele Marciello al volante della Racing Engineering nel 2014.

Il 20 gennaio 2014, la Ferrari Driver Academy ha confermato che Marciello avrebbe corso in GP2 nel 2014, senza specificare in quale squadra. Il 18 febbraio è stato annunciato che la squadra era la Racing Engineering. Nel corso della stagione ottiene una vittoria, chiudendo all'8ª posizione della classifica generale.

Per la stagione 2015 viene ingaggiato dal team Trident Racing. Nell'arco della stagione riuscì a ottenere quattro podi nei gran premi di Silverstone, di Monaco, di Sochi e di Abu Dhabi, chiudendo il campionato in 7ª posizione.
Mentre per la stagione 2016 viene ingaggiato dal team russo Russian Time insieme a Artëm Markelov. Il pilota italiano si dimostra molto veloce, ottiene quattro terzi posti e sfiora la vittoria in due occasioni, nella Feature Race di Monza dove arriva secondo dietro a Antonio Giovinazzi e nella Sprint Race di Sepang dietro a Luca Ghiotto. Marciello chiude la stagione con 159 punti che gli valgono il quarto posto in campionato dietro Gasly, Giovinazzi e Sergey Sirotkin.
Nel 2017, la serie viene rinominata in Formula 2, il pilota italiano partecipa solo alle due gare del Red Bull Ring con il team Trident Racing.

### Formula 1
Nei test post stagionali, sul Circuito di Yas Marina della stagione 2014 della Formula 1, Marciello scende in pista con la Ferrari.
Il 31 dicembre 2014 Marciello è stato annunciato come terzo pilota della Sauber F1 Team per la stagione del Campionato mondiale di Formula 1 2015. Nelle prime libere del Gran Premio della Malesia scende in pista con il numero 36, siglando il 13º tempo. Guida anche nelle prime libere del Gran Premio di Spagna. Durante i test in-season successivi al Gran Premio di Spagna, Marciello guida al primo giorno per la Ferrari, mentre al secondo per la Sauber. Scende in pista con la Sauber nelle prime prove libere del Gran Premio di Gran Bretagna, facendo registrare il 15º crono e, nelle prime prove libere del gran premio degli Stati Uniti, precedendo il suo compagno di squadra Marcus Ericsson e ottenendo il 16º tempo della sessione.

### Pilota Mercedes nelle gare Gran Turismo

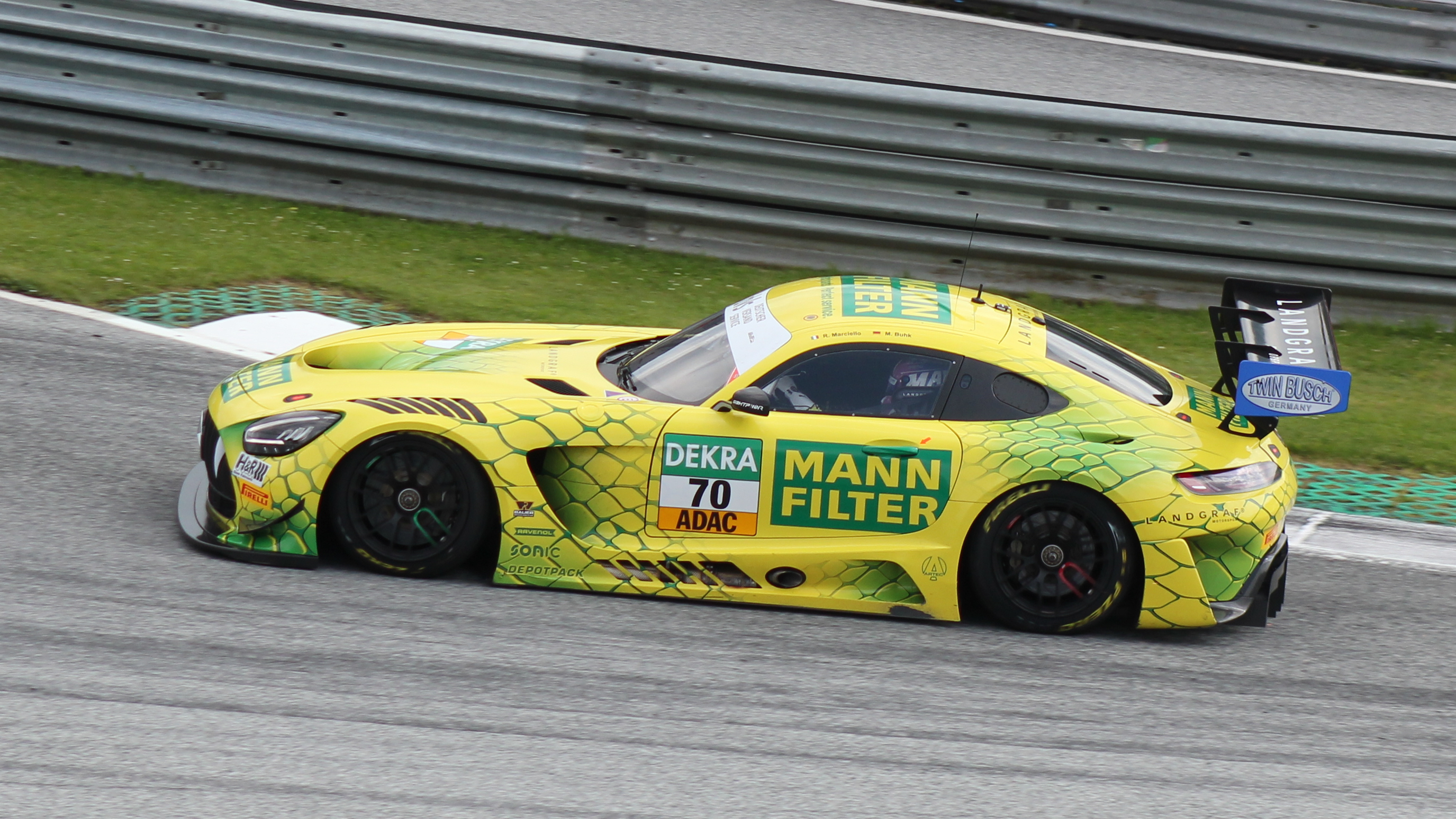
Marciello con la Mercedes-AMG GT3 Evo

Per la stagione 2017 Marciello lascia le corse in monoposto, diventa un pilota della Mercedes e firma un contratto con il AKKA ASP team per correre nel Blancpain GT Series (attuale GT World Challenge Europe) con Edoardo Mortara e Michael Meadows come compagni di squadra. Attira l'attenzione su di sé alla 24 Ore di Spa dove guida per 13 ore e 56 minuti e termina la gara al terzo posto, dimostrando una velocità decisamente superiore a tutti gli altri piloti Mercedes. Nello stesso anno inizia a correre sul Nurburgring Nordschleife e al GP di Macao nella gara riservata alle GT3, chiamata FIA GT World Cup. Inoltre, sempre con la Mercedes prende parte a dei test del DTM al EuroSpeedway Lausitz.
Per la stagione 2018 Marciello diventa pilota ufficiale Mercedes, inizia un intenso programma nel GT, partecipa alla Blancpain GT Series Asia dove nella classe Pro-Am ottiene tre vittorie e chiude terzo in classifica finale. Ritorna a correre anche nella Blancpain GT con l'auto n°88 team Akka sia nelle serie sprint con Michael Meadows, sia nelle endurance con Tristan Vautier e Daniel Juncadella. Vince la Sprint Cup dove ottiene anche due vittorie di tappe e chiude secondo nella Endurance Cup, questi risultati lo portano a vincere anche la classifica assoluta. Chiude l'anno vincendo anche la 10 Ore di Suzuka.
Nel 2019 diventa pilota di riserva del team di Formula E, Dragon Racing, ha anche la possibili di scendere in pista nei Rookie test sul Circuito di Marrakech e poi sul Autodromo Hermanos Rodríguez. Nello stesso periodo non lascia i suoi impegni in GT, ottiene tre vittorie nella Sprint Cup insieme a Vincent Abril, il duo chiude terzo in classifica, mentre nella serie Endurance risulta la sua peggiore stagione. Lo stesso anno vince la Coppa del Mondo FIA GT a Macao, diventando il primo italiano a riuscirci.
L'anno seguente partecipa all'intera stagione della ADAC GT Masters dove ottiene due podi con una vittoria a Oschersleben. Marciello partecipa al GT World Challenge Europe, nella serie Sprint con il russo Timur Boguslavskiy e nell'Endurance si aggiunge al duo Felipe Fraga. Come nel 2019 chiude terzo nella Sprint Cup e poi chiude quinto nella Endurance.
Nel 2021 il pilota italiano chiude quarto nel ADAC GT Masters, mentre nel GT World Challenge Europe chiude secondo nella classifica assoluta, dietro al duo dell'Audi, Dries Vanthoor e Charles Weerts. Lo stesso anno partecipa per la prima volta alla 24 Ore di Daytona, Marciello scende i pista nella classe GTD, guidando la Mercedes-AMG GT3 Evo del team SunEnergy1 Racing. L'equipaggio ottiene un ottimo risultato chiudendo secondo nella propria classe.
Nel 2022 insieme a Daniel Juncadella e Jules Gounon portano la Mercedes a vincere la 24 Ore di Spa, inoltre si laurea campione assoluto nel GT World Challenge Europe per la seconda volta in carriera. Continua l’anno magico per Marciello, il pilota italiano vince anche ADAC GT Masters.
Nel 2023 partecipa alla 24 Ore di Daytona con il team High Class Racing, il pilota italiano per la prima volta porterà in pista un prototipo LMP2, che dividerà con Dennis Andersen, Ed Jones e Anders Fjordbach. Come l'anno precedente vince l'Endurance Cup del GTWCE insieme a Timur Boguslavskiy e Jules Gounon. Mentre nella Sprint Cup chiude al secondo posto in classifica dietro al duo Mattia Drudi e Ricardo Feller. Questi risultati portano Marciello a vincere, per la terza volta, la classifica assoluta della GTWCE.
Il 13 novembre del 2023, Marciello annuncia la sua separazione con la Mercedes dopo sei anni trascorsi come pilota ufficiale. A Macao, durante la Coppa del Mondo FIA GT 2023, partecipa e vince alla sua ultima corsa con il marchio tedesco.

### Pilota ufficiale BMW

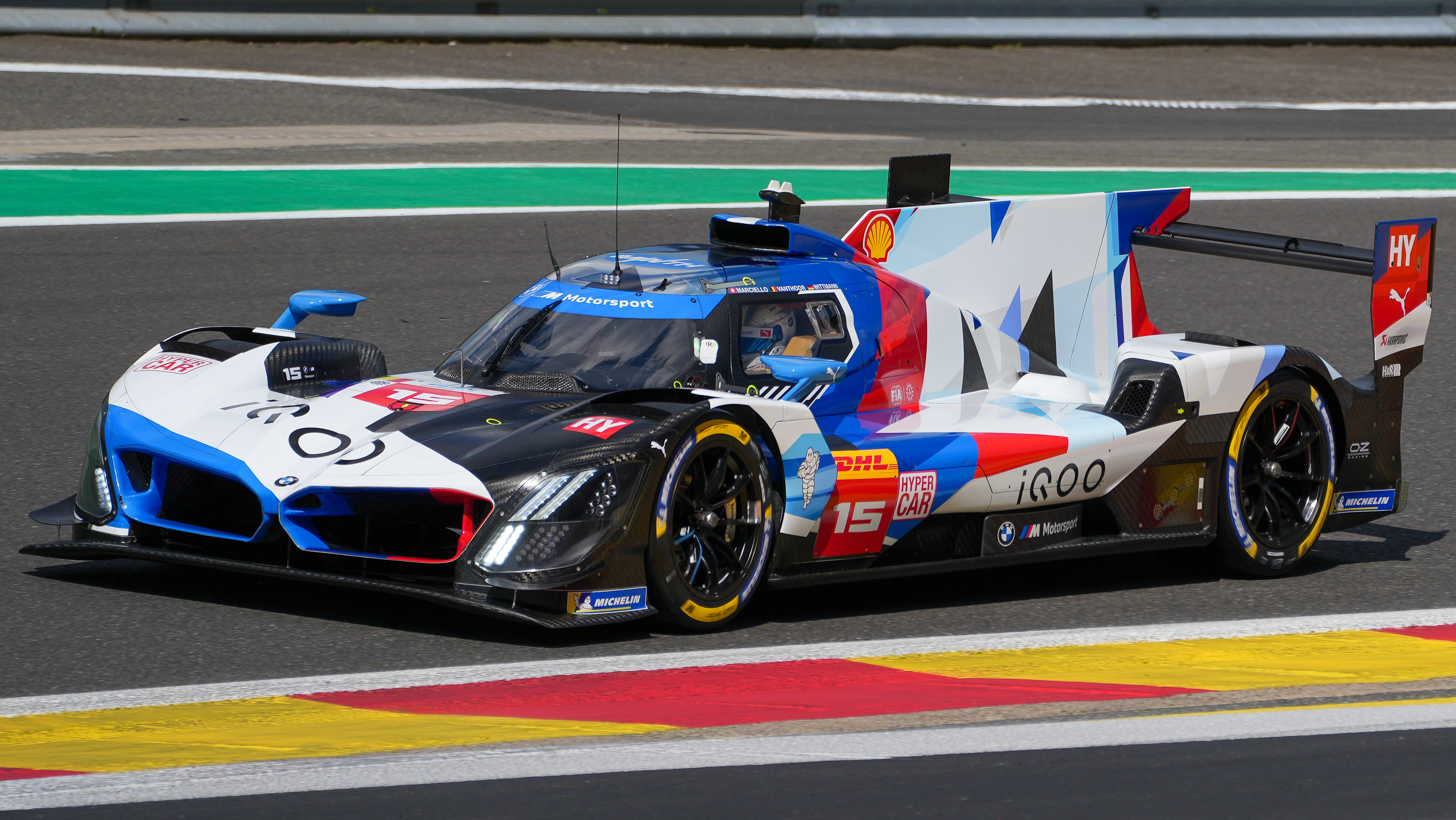
La BMW M Hybrid V8 di Marciello durante la 6 ore di Spa 2024

Nel novembre 2023, dopo essersi separato dalla Mercedes, Lello viene ufficializzato dalla BMW. La sua prima corsa da pilota ufficiale della BMW avviene alla 12 Ore di Bathurst condividendo la BMW M4 GT3 con Valentino Rossi e Maxime Martin. Marciello è stato poi ufficializzato come pilota della BMW M Hybrid V8, Hypercar del team tedesco per la stagione 2024 del WEC. Correrà al fianco del belga Dries Vanthoor e del tedesco Marco Wittmann. Nella 6 Ore del Fuji 2024 ottiene il primo podio nel WEC arrivando secondo.
Oltre agli impegni con l'Hypercar il pilota italiano ritorna anche nell'Endurance Cup del GTWCE correndo con Rossi e Martin. 
Marciello è stato confermato anche per la stagione 2025. Il pilota italo-svizzero corre nel campionato WEC sulla vettura #15 al fianco di Kevin Magnussen e Dries Vanthoor.  Partecipa anche a due round del GTWC Europe, la 24 ore di Spa insieme sempre a Magnussen e a Valentino Rossi, e il round Sprint di Misano con Rossi. In quest'ultimo appuntamento i due vincono nel corso di gara 1.
Il 22 Giugno 2025 vince la 24 Ore del Nürburgring con il team Rowe Racing, unica BMW a prendere parte alla gara. 

## Risultati

### Sommario

#### Kart
| Anno | Serie                                    | Team                 | Pos. |
| ---- | ---------------------------------------- | -------------------- | ---- |
| 2005 | Swiss Championship — Super Mini          |                      | 1º   |
| 2005 | Bridgestone Cup Switzerland — Super Mini |                      | 2º   |
| 2006 | Swiss Championship — Super Mini          | KC Ticino            | 2º   |
| 2006 | Champions Cup — Super Mini               |                      | 1º   |
| 2007 | Swiss Championship — KF3                 | KC Ticino            | 2º   |
| 2007 | Bridgestone Cup Europe — KF3             |                      | 2º   |
| 2007 | Bridgestone Cup Switzerland — KF3        |                      | 4º   |
| 2008 | South Garda Winter Cup — KF3             | Spirit               | 11º  |
| 2008 | WSK International Series — KF3           | Tony Kart Junior RT  | 14º  |
| 2008 | Italian Open Masters — KF3               | Spirit               | 7º   |
| 2008 | Torneo Industrie — KF3                   | Claudio Marciello    | 3º   |
| 2008 | Spanish Championship — KF3               |                      | 31º  |
| 2008 | CIK-FIA European Championship — KF3      | Tony Kart Junior RT  | 17º  |
| 2008 | Bridgestone Cup Europe — KF3             |                      | 33º  |
| 2008 | Copa Campeones Trophy — KF3              | Claudio Marciello    | 1º   |
| 2009 | South Garda Winter Cup — KF3             | Intrepid Junior Team | 2º   |
| 2009 | Trofeo Andrea Margutti — KF3             | Intrepid Junior Team | 3º   |
| 2009 | WSK International Series — KF3           | Intrepid Junior Team | 4º   |
| 2009 | CIK-FIA Monaco Kart Cup — KF3            | Morsicani            | 14º  |
| 2009 | CIK-FIA European Championship — KF3      | Intrepid Junior Team | 4º   |
| 2009 | CIK-FIA World Cup — KF3                  | Intrepid Junior Team | 19º  |
| 2010 | Trofeo Andrea Margutti — KF2             |                      | 24º  |

#### Carriera monoposto e GT
| Anno    | Serie                                   | Team                              | Gare              | Vittorie          | Pole              | Gpv               | Podi              | Punti             | Pos.              |
| ------- | --------------------------------------- | --------------------------------- | ----------------- | ----------------- | ----------------- | ----------------- | ----------------- | ----------------- | ----------------- |
| 2010    | Formula Abarth                          | JD Motorsport                     | 13                | 2                 | 0                 | 2                 | 4                 | 91                | 3º                |
| 2011    | Formula 3 italiana                      | Prema Powerteam                   | 14                | 2                 | 1                 | 2                 | 6                 | 123               | 3º                |
| 2011    | Trofeo Internazionale Formula 3         | Prema Powerteam                   | 2                 | 0                 | 0                 | 0                 | 0                 | N.P.              | N.C.†             |
| 2012    | Toyota Racing Series                    | M2 Competition                    | 15                | 1                 | 0                 | 1                 | 2                 | 535               | 9º                |
| 2012    | Formula 3 europea                       | Prema Powerteam                   | 20                | 7                 | 4                 | 6                 | 9                 | 228,5             | 2º                |
| 2012    | Formula 3 Euro Series                   | Prema Powerteam                   | 24                | 6                 | 2                 | 6                 | 4                 | 219,5             | 3º                |
| 2012    | Masters di Formula 3                    | Prema Powerteam                   | 1                 | 0                 | 0                 | 0                 | 1                 | 0                 | 2º                |
| 2012    | GP Macao Formula 3                      | Prema Powerteam                   | 2                 | 0                 | 0                 | 0                 | 0                 | 0                 | 8º                |
| 2013    | Formula 3 europea                       | Prema Powerteam                   | 30                | 13                | 12                | 8                 | 19                | 489,5             | 1º                |
| 2013    | GP Macao Formula 3                      | Prema Powerteam                   | 1                 | 0                 | 1                 | 0                 | 0                 | N.P.              | N.C.              |
| 2014    | GP2 Series                              | Racing Engineering                | 22                | 1                 | 1                 | 1                 | 4                 | 74                | 8º                |
| 2015    | Formula 1                               | Sauber                            | Collaudatore      | Collaudatore      | Collaudatore      | Collaudatore      | Collaudatore      | Collaudatore      | Collaudatore      |
| 2015    | GP2 Series                              | Trident                           | 22                | 0                 | 0                 | 0                 | 4                 | 110               | 7º                |
| 2016    | GP2 Series                              | Russian Time                      | 22                | 0                 | 0                 | 0                 | 6                 | 159               | 4º                |
| 2017    | Blancpain GT Series Sprint Cup          | AKKA ASP                          | 10                | 0                 | 0                 | 0                 | 2                 | 16                | 16º               |
| 2017    | Blancpain GT Series Endurance Cup       | AKKA ASP                          | 5                 | 0                 | 0                 | 0                 | 2                 | 43                | 5º                |
| 2017    | Blancpain GT Series Asia                | GruppeM Racing Team               | 2                 | 0                 | 0                 | 0                 | 1                 | 30                | 9º                |
| 2017    | Formula 2                               | Trident                           | 2                 | 0                 | 0                 | 0                 | 0                 | 0                 | 29º               |
| 2017–18 | Asian Le Mans Series - GT               | FIST-Team AAI                     | 1                 | 0                 | 1                 | 0                 | 1                 | 19                | 9°                |
| 2018    | Blancpain GT Series Sprint Cup          | AKKA ASP Team                     | 10                | 2                 | 2                 | 3                 | 6                 | 98                | 1°                |
| 2018    | Blancpain GT Series Endurance Cup       | Mercedes-AMG Team AKKA ASP        | 5                 | 0                 | 0                 | 0                 | 2                 | 66                | 2°                |
| 2018    | Blancpain GT Series Asia                | GruppeM Racing Team               | 10                | 1                 | 0                 | 4                 | 4                 | 85                | 7°                |
| 2018    | Blancpain GT Series Asia - Pro-Am       | GruppeM Racing Team               | 10                | 3                 | 0                 | 6                 | 6                 | 155               | 3°                |
| 2018    | Intercontinental GT Challenge           | Mercedes-AMG                      | 4                 | 1                 | 1                 | 0                 | 3                 | 64                | 3°                |
| 2018    | Pirelli World Challenge                 | CRP Racing                        | 2                 | 0                 | 1                 | 1                 | 0                 | 25                | 32°               |
| 2018    | SprintX GT Championship Series          | CRP Racing                        | 2                 | 0                 | 1                 | 1                 | 0                 | 25                | 18°               |
| 2018    | ADAC GT Masters                         | AutoArenA Motorsport              | 4                 | 0                 | 0                 | 0                 | 1                 | 18                | 26°               |
| 2018    | FIA GT World Cup                        | Mercedes-AMG Team GruppeM Racing  | 1                 | 0                 | 0                 | 0                 | 0                 | N/A               | 9°                |
| 2018-19 | Campionato di Formula E                 | GEOX Dragon                       | Pilota di riserva | Pilota di riserva | Pilota di riserva | Pilota di riserva | Pilota di riserva | Pilota di riserva | Pilota di riserva |
| 2019    | Blancpain GT World Challenge Europe     | AKKA ASP Team                     | 10                | 3                 | 4                 | 1                 | 4                 | 78.5              | 3°                |
| 2019    | Blancpain GT Series Endurance Cup       | Mercedes-AMG Team AKKA ASP        | 5                 | 0                 | 0                 | 0                 | 0                 | 9                 | 25°               |
| 2019    | Intercontinental GT Challenge           | Mercedes-AMG                      | 5                 | 0                 | 1                 | 0                 | 3                 | 55                | 4°                |
| 2019    | FIA GT World Cup                        | Mercedes-AMG Team GruppeM Racing  | 1                 | 1                 | 1                 | 0                 | 1                 | N/A               | 1°                |
| 2020    | ADAC GT Masters                         | Knaus - Team HTP-Winward          | 14                | 1                 | 1                 | 1                 | 2                 | 112               | 6°                |
| 2020    | GT World Challenge Europe Sprint Cup    | AKKA ASP Team                     | 8                 | 2                 | 2                 | 1                 | 5                 | 75.5              | 3º                |
| 2020    | GT World Challenge Europe Endurance Cup | AKKA ASP Team                     | 4                 | 0                 | 1                 | 0                 | 2                 | 52                | 5º                |
| 2020    | Intercontinental GT Challenge           | Mercedes-AMG                      | 2                 | 0                 | 1                 | 0                 | 0                 | 10                | 16º               |
| 2021    | ADAC GT Masters                         | Mann-Filter Team Landgraf-HTP WWR | 14                | 1                 | 1                 | 1                 | 4                 | 150               | 4º                |
| 2021    | GT World Challenge Europe Sprint Cup    | AKKA ASP Team                     | 10                | 0                 | 2                 | 2                 | 4                 | 61.5              | 3º                |
| 2021    | GT World Challenge Europe Endurance Cup | AKKA ASP Team                     | 5                 | 1                 | 1                 | 0                 | 3                 | 79                | 2º                |
| 2021    | Asian Le Mans Series - GT               | HubAuto Racing                    | 4                 | 0                 | 2                 | 0                 | 0                 | 28                | 7º                |
| 2021    | IMSA SportsCar Championship - GTD       | SunEnergy1 Racing                 | 2                 | 0                 | 0                 | 0                 | 1                 | 341               | 44º               |
| 2021    | Intercontinental GT Challenge           | Mercedes-AMG Team AKKA ASP        | 3                 | 1                 | 2                 | 1                 | 2                 | 43                | 4º                |
| 2022    | IMSA SportsCar Championship - GTD       | SunEnergy1                        | 1                 | 0                 | 0                 | 0                 | 0                 | 128               | 26º               |
| 2022    | GT World Challenge Europe Sprint Cup    | AKKodis ASP Team                  | 10                | 3                 | 4                 | 6                 | 8                 | 111.5             | 2º                |
| 2022    | GT World Challenge Europe Endurance Cup | AKKodis ASP Team                  | 5                 | 1                 | 1                 | 1                 | 3                 | 89                | 1º                |
| 2022    | ADAC GT Masters                         | MANN-FILTER Team Landgraf         | 10                | 1                 | 4                 | 1                 | 6                 | 136               | 1º                |
| 2023    | 24 Ore di Daytona-LMP2                  | High Class Racing                 | 1                 | 0                 | 0                 | 0                 | 0                 | -                 | NC                |
| 2023    | Asian Le Mans Series - GT               | GetSpeed Performance              | 4                 | 0                 | 0                 | 1                 | 2                 | 52                | 3º                |
| 2023    | Campionato britannico GT - GT3          | RAM Racing                        | 9                 | 1                 | 0                 | 2                 | 2                 | 108               | 7º                |
| 2023    | GT World Challenge Europe Sprint Cup    | AKKodis ASP Team                  | 10                | 4                 | 2                 | 1                 | 4                 | 90.5              | 2º                |
| 2023    | GT World Challenge Europe Endurance Cup | AKKodis ASP Team                  | 5                 | 2                 | 2                 | 1                 | 4                 | 104               | 1º                |
| 2023    | FIA GT World Cup                        | Mercedes-AMG Team GruppeM Racing  | 1                 | 1                 | 1                 | 1                 | 1                 | N.P.              | 1º                |

| Sim. | Note                                               |
| ---- | -------------------------------------------------- |
| †    | Pilota ospite, senza possibilità di ottenere punti |
| (*)  | Stagioni in corso                                  |
| N.P. | Senza punti                                        |
| N.C. | Non classificato                                   |

Nota: Alcune gare erano valide per diversi campionati.

### Risultati in Formula 3 europea
(legenda) (Le gare in grassetto indicano la pole position) (Gare in corsivo indicano Gpv)
| Anno | Team            | Motore   | 1       | 2        | 3       | 4       | 5     | 6       | 7     | 8       | 9         | 10      | 11       | 12       | 13      | 14        | 15      | 16        | 17      | 18      | 19      | 20      | 21      | 22      | 23       | 24        | 25    | 26        | 27      | 28      | 29      | 30      | Punti | Pos. |
| ---- | --------------- | -------- | ------- | -------- | ------- | ------- | ----- | ------- | ----- | ------- | --------- | ------- | -------- | -------- | ------- | --------- | ------- | --------- | ------- | ------- | ------- | ------- | ------- | ------- | -------- | --------- | ----- | --------- | ------- | ------- | ------- | ------- | ----- | ---- |
| 2012 | Prema Powerteam | Mercedes | HOC 1 6 | HOC 2 17 | PAU 1   | PAU 2 1 | BRH 1 | BRH 2 1 | RBR 1 | RBR 2 8 | NOR 1 22† | NOR 2 1 | SPA 1 11 | SPA 2 14 | NÜR 1 6 | NÜR 2 Rit | ZAN 1 4 | ZAN 2 Rit | VAL 1   | VAL 2 3 | HOC 1 3 | HOC 2 8 |         |         |          |           |       |           |         |         |         |         | 228,5 | 2º   |
| 2013 | Prema Powerteam | Mercedes | MNZ 1   | MNZ 2    | MNZ 3 1 | SIL 1 6 | SIL 2 | SIL 3 1 | HOC 1 | HOC 2 1 | HOC 3 4   | BRH 1 2 | BRH 2 1  | BRH 3 SQ | RBR 1 4 | RBR 2 13  | RBR 3 6 | NOR 1     | NOR 2 3 | NOR 3 2 | NÜR 1   | NÜR 2 1 | NÜR 3 1 | ZAN 1 5 | ZAN 2 16 | ZAN 3 Rit | VAL 1 | VAL 2 Rit | VAL 3 1 | HOC 1 2 | HOC 2 4 | HOC 3 1 | 489,5 | 1º   |

### Risultati in GP2 Series/Formula 2
(legenda) (Le gare in grassetto indicano la pole position) (Le gare in corsivo indicano Gpv)
| Anno | Team               | 1           | 2          | 3           | 4          | 5          | 6          | 7          | 8          | 9           | 10          | 11         | 12          | 13         | 14         | 15         | 16         | 17          | 18         | 19        | 20          | 21         | 22         | Punti | Pos. |
| ---- | ------------------ | ----------- | ---------- | ----------- | ---------- | ---------- | ---------- | ---------- | ---------- | ----------- | ----------- | ---------- | ----------- | ---------- | ---------- | ---------- | ---------- | ----------- | ---------- | --------- | ----------- | ---------- | ---------- | ----- | ---- |
| 2014 | Racing Engineering | BHR FEA 18  | BHR SPR 24 | ESP FEA Rit | ESP SPR 16 | MON FEA 12 | MON SPR 19 | AUT FEA 3  | AUT SPR 3  | GBR FEA Rit | GBR SPR Rit | GER FEA 17 | GER SPR Rit | HUN FEA 19 | HUN SPR 8  | BEL FEA 1  | BEL SPR 14 | ITA FEA Rit | ITA SPR 18 | RUS FEA 3 | RUS SPR Rit | ABU FEA 11 | ABU SPR 7  | 74    | 8º   |
| 2015 | Trident Racing     | BHR FEA Rit | BHR SPR 20 | ESP FEA 6   | ESP SPR 17 | MON FEA 8  | MON SPR 2  | AUT FEA 15 | AUT SPR 10 | GBR FEA 6   | GBR SPR 2   | HUN FEA 7  | HUN SPR 4   | BEL FEA 14 | BEL SPR 12 | ITA FEA 15 | ITA SPR 7  | RUS FEA 6   | RUS SPR 3  | BHR FEA 4 | BHR SPR 5   | ABU FEA 2  | ABU SPR C  | 110   | 7º   |
| 2016 | Russian Time       | ESP FEA 8   | ESP SPR 5  | MON FEA 6   | MON SPR 3  | EUR FEA 3  | EUR SPR 11 | AUT FEA 3  | AUT SPR 4  | GBR FEA 9   | GBR SPR 6   | HUN FEA 4  | HUN SPR 8   | GER FEA 3  | GER SPR 7  | BEL FEA 4  | BEL SPR 5  | ITA FEA 2   | ITA SPR 14 | MAL FEA 6 | MAL SPR 2   | ABU FEA 10 | ABU SPR 13 | 159   | 4º   |
| 2017 | Trident            | BHR FEA     | BHR SPR    | CAT FEA     | CAT SPR    | MON FEA    | MON SPR    | BAK FEA    | BAK SPR    | RBR FEA 19  | RBR SPR Rit | SIL FEA    | SIL SPR     | HUN FEA    | HUN SPR    | SPA FEA    | SPA SPR    | MNZ FEA     | MNZ SPR    | JER FEA   | JER SPR     | YMC FEA    | YMC SPR    | 0     | 29º  |

### Partecipazioni in Formula 1
| 2015 | Scuderia | Vettura |  |    |  |  |    |  |  |  |    |  |  |  |  |  |  |    |  |  |  |  |  |  |  |  | Punti | Pos. |
| ---- | -------- | ------- |  | -- |  |  | -- |  |  |  | -- |  |  |  |  |  |  | -- |  |  |  |  |  |  |  |  | ----- | ---- |
| 2015 | Sauber   | C34     |  | SP |  |  | SP |  |  |  | SP |  |  |  |  |  |  | SP |  |  |  |  |  |  |  |  |       |      |

| Legenda | 1º posto     | 2º posto | 3º posto    | A punti         | Senza punti/Non class.  | Grassetto – Pole position Corsivo – Giro più veloce |
| Legenda | Squalificato | Ritirato | Non partito | Non qualificato | Solo prove/Terzo pilota | Grassetto – Pole position Corsivo – Giro più veloce |

### Risultati GT World Challenge Europe Sprint Cup
| Anno    | Team             | Vettura              | Classe | 1     | 2      | 3     | 4      | 5       | 6      | 7      | 8       | 9      | 10      | Punti | Pos. |
| ------- | ---------------- | -------------------- | ------ | ----- | ------ | ----- | ------ | ------- | ------ | ------ | ------- | ------ | ------- | ----- | ---- |
| 2017    | AKKA ASP         | Mercedes-AMG GT3     | Pro    | MIS 3 | MIS 16 | BRH 8 | BRH 7  | ZOL 2   | ZOL 23 | HUN 9  | HUN 12  | NÜR 13 | NÜR 14  | 16    | 16º  |
| 2018    | AKKA ASP Team    | Mercedes-AMG GT3     | Pro    | ZOL 8 | ZOL 2  | BRH 3 | BRH 4  | MIS 2   | MIS 10 | HUN 2  | HUN 1   | NÜR 4  | NÜR 1   | 98    | 1º   |
| 2019    | AKKA ASP Team    | Mercedes-AMG GT3     | Pro    | BRH 4 | BRH 19 | MIS 2 | MIS 15 | ZAN 1   | ZAN 6  | NÜR 9  | NÜR Rit | HUN 1  | HUN 1   | 78.5  | 3º   |
| 2020    | AKKA ASP Team    | Mercedes-AMG GT3 Evo | Pro    | MIS 8 | MIS 1  | MIS 6 | MAG 7  | MAG 2   | ZAN    | ZAN    | CAT 3   | CAT 3  | CAT 1   | 75.5  | 3º   |
| 2021    | AKKA ASP Team    | Mercedes-AMG GT3 Evo | Pro    | MAG 5 | MAG 3  | ZAN 2 | ZAN 25 | MIS 5   | MIS 2  | BRH 17 | BRH 6   | VAL 3  | VAL 18  | 61.5  | 3º   |
| 2022    | AKKodis ASP Team | Mercedes-AMG GT3 Evo | Pro    | BRH 3 | BRH 1  | MAG 2 | MAG 1  | ZAN 23  | ZAN 1  | MIS 2  | MIS 2   | VAL 7  | VAL 3   | 111.5 | 2º   |
| 2023    | AKKodis ASP Team | Mercedes-AMG GT3 Evo | Pro    | BRH 1 | BRH 6  | MIS 1 | MIS 4  | HOC Rit | HOC 1  | VAL 1  | VAL 7   | ZAN 4  | ZAN Rit | 90.5  | 2º   |
| Legenda |                  |                      |        |       |        |       |        |         |        |        |         |        |         |       |      |

* Stagione in corso.

### Risultati GT World Challenge Europe Endurance Cup
| Anno    | Team                 | Vettura              | Classe | 1       | 2       | 3       | 4      | 5      | Punti | Pos. |
| ------- | -------------------- | -------------------- | ------ | ------- | ------- | ------- | ------ | ------ | ----- | ---- |
| 2017    | AKKA ASP             | Mercedes-AMG GT3     | Pro    | MON Rit | SIL 3   | PAU 10  | SPA 3  | BAR 7  | 43    | 5º   |
| 2018    | AKKA ASP             | Mercedes-AMG GT3     | Pro    | MON 11  | SIL 2   | PAU 4   | SPA 6  | BAR 2  | 66    | 2º   |
| 2019    | AKKA ASP             | Mercedes-AMG GT3     | Pro    | MON 39  | SIL Rit | PAU Rit | SPA 13 | BAR 38 | 9     | 25º  |
| 2020    | AKKA ASP             | Mercedes-AMG GT3 EVO | Pro    | IMO 3   | NUR 2   | SPA     | PAU 18 |        | 52    | 5º   |
| 2021    | AKKA ASP             | Mercedes-AMG GT3 EVO | Pro    | MON 2   | PAU 6   | SPA Rit | NUR 2  | BAR 1  | 79    | 2º   |
| 2022    | AMG Team AKKodis ASP | Mercedes-AMG GT3 EVO | Pro    | IMO 2   | PAU 3   | SPA 1   | HOC 40 | BAR 5  | 89    | 1º   |
| 2023    | AMG Team AKKodis ASP | Mercedes-AMG GT3 EVO | Pro    | IMO Rit | PAU 1   | SPA 2   | HOC 1  | BAR 5  | 104   | 1º   |
| 2024    | Team WRT             | BMW M4 GT3           | Pro    | PAU 4   | SPA     | NUR     | MON    | JED    | 12    |      |
| Legenda |                      |                      |        |         |         |         |        |        |       |      |

* Stagione in corso.

### Risultati ADAC GT Masters
| Anno    | Team                              | Vettura              | 1      | 2       | 3      | 4      | 5      | 6      | 7       | 8      | 9     | 10      | 11     | 12      | 13     | 14      | Punti | Pos. |
| ------- | --------------------------------- | -------------------- | ------ | ------- | ------ | ------ | ------ | ------ | ------- | ------ | ----- | ------- | ------ | ------- | ------ | ------- | ----- | ---- |
| 2020    | Knaus - Team HTP-Winward          | Mercedes-AMG GT3 Evo | LAU 18 | LAU 10  | NÜR 6  | NÜR 8  | HOC 6  | HOC 7  | SAC Rit | SAC 5  | RBR 6 | RBR 10  | LAU 15 | LAU Rit | OSC 3  | OSC 1   | 112   | 6º   |
| 2021    | Mann-Filter Team Landgraf-HTP WWR | Mercedes-AMG GT3 Evo | OSC 1  | OSC Rit | RBR 4  | RBR 10 | ZAN 9  | ZAN 2  | LAU 4   | LAU 3  | SAC 4 | SAC Rit | HOC 20 | HOC 2   | NÜR 5  | NÜR 19  | 150   | 4º   |
| 2022    | Mann-Filter Team Landgraf         | Mercedes-AMG GT3 Evo | OSC 3  | OSC 3   | RBR 31 | RBR 14 | ZAN 14 | ZAN 16 | NÜR 1   | NÜR 21 | LAU 5 | LAU 3   | SAC 21 | SAC 2   | HOC 51 | HOC Rit | 193   | 1º   |
| Legenda |                                   |                      |        |         |        |        |        |        |         |        |       |         |        |         |        |         |       |      |

### Risultati 24 Ore di Daytona
| Anno | Team              | Co-piloti                                  | Auto                 | Classe | Giri | Pos. | Class Pos. |
| ---- | ----------------- | ------------------------------------------ | -------------------- | ------ | ---- | ---- | ---------- |
| 2021 | SunEnergy1 Racing | Mikaël Grenier Kenny Habul Luca Stolz      | Mercedes-AMG GT3 Evo | GTD    | 745  | 23º  | 2º         |
| 2022 | SunEnergy1        | Fabian Schiller Kenny Habul Luca Stolz     | Mercedes-AMG GT3 Evo | GTD    | 101  | Rit  | Rit        |
| 2023 | High Class Racing | Dennis Andersen Anders Fjordbach Ed Jones  | Oreca 07             | LMP2   | 646  | Rit  | Rit        |
| 2025 | BMW M Team RLL    | Philipp Eng Kevin Magnussen Dries Vanthoor | BMW M Hybrid V8      | GTP    | 780  | 4º   | 4º         |

### Risultati nel WEC
| Anno    | Squadra        | Classe   | Vettura         | QAT | IMO | SPA | LMS | SÃO | COA | FUJ | BHR | Punti | Pos. |
| ------- | -------------- | -------- | --------------- | --- | --- | --- | --- | --- | --- | --- | --- | ----- | ---- |
| 2024    | BMW M Team WRT | Hypercar | BMW M Hybrid V8 | 14  | 18  | 11  | Rit | 9   | 8   | 2   | 5   | 39    | 14°  |
| Anno    | Squadra        | Classe   | Vettura         | QAT | IMO | SPA | LMS | SÃO | COA | FUJ | BHR | Punti | Pos. |
| 2025    | BMW M Team WRT | Hypercar | BMW M Hybrid V8 | 4   | 6   | 10  | 17  | 17  |     |     |     | 27*   |      |
| Legenda |                |          |                 |     |     |     |     |     |     |     |     |       |      |

* Stagione in corso.

### Risultati 24 ore di Le Mans
| Anno | Team           | Co-piloti                      | Auto            | Classe   | giri | Pos. | Class Pos. |
| ---- | -------------- | ------------------------------ | --------------- | -------- | ---- | ---- | ---------- |
| 2024 | BMW M Team WRT | Dries Vanthoor Marco Wittmann  | BMW M Hybrid V8 | Hypercar | 102  | DNF  | DNF        |
| 2025 | BMW M Team WRT | Dries Vanthoor Kevin Magnussen | BMW M Hybrid V8 | Hypercar | 361  | 31°  | 17°        |

## Palmarès
Endurance
- 1  24 Ore di Spa (2022)
- 1  ADAC GT Masters (2022)
- 3  GT World Challenge Europe (2018, 2022, 2023)
- 2  GT World Challenge Europe Endurance Cup (2022, 2023)
- 1  GT World Challenge Europe Sprint Cup (2018)
- 2  FIA GT World Cup (2019, 2023)

Monoposto
- 1  Formula 3 europea (2013)